# Intressedominans, traditionsdominant, motivattraktion och ekotyp
Intressedominans, traditionsdominant, motivattraktion och ekotyp är fyra sammanhängande begrepp inom etnologi eller folklivsforskning. Begreppen används för att analysera varför folktro och sedvänjor formas på olika sätt i olika grupper och områden, varför samma folktroberättelse kan knytas till ett väsen en bygd men till andra väsen i andra bygder, och hur ett och samma folktromotiv kan ha olika form och funktion i olika bygder. Sammantagna utgör begreppen intressedominans, traditionsdominant, motivattraktion och ekotyp ett etnologiskt teoribygge. De två förstnämnda orden myntades av Albert Eskeröd i avhandlingen Årets äring.

## Intressedominans
Albert Eskeröd lanserade 1936 och mera utförligt 1947 den nyskapande idén om intressedominans. Intressedominans är ett psykologiskt begrepp som betyder att en individ eller en grupp skapar en bild av världen som domineras av det som för tillfället eller på längre sikt uppfattas som viktigast, särskilt sådant som är viktigt för livets uppehälle. Ett sådant inflytande är en intressedominant. Exempel på intressedominant är att äringen (årsväxten för grödor) är viktig för bönder. Ett annat exempel år att slättbönder och skogsbönder har lite olika livsvillkor. Grupper med olika intressedominant får olika seder och föreställningar.. När Albert Eskeröd undersöker hur intressedominans påverkar supranormala övernaturliga idéer (folktro), ger han ett exempel från linodling. I linodlande bygder var allmogens intresse att lin skulle vara långt, rent och vitt. Linoldling var en intressedominant i linodlande bygder. Folk hade därför magiska idéer om att kasta linfrö högt vid sådd, uttala magiska formler, och ha rena, vita kläder vid sådd.

## Traditionsdominant
Traditionsdominanter är element (övernaturliga väsen eller seder) som dominerar i folktron inom ett geografiskt område. Uppkomsten och utvecklingen av traditionsdominanter kan ske genom påverkan av intressedominans, genom regionala näringsgeografiska förhållanden och genom förut existerande traditioner. Som exempel har angivits, att fiskare, slättbor och skogsbor har olika intressedominanter och olika näringsfång. Därför utbildas i deras folktro olika traditionsdominanter: längs västkusten trodde folk på havsfrun, i skogsbygder var skogsrået viktigt, och på Skåneslätter kan bäckahästen bli traditionsdominant. Andra traditionsdominanter är gloson som var en utbredd folktro i Småland, och vittror, som dominerade folktron i Norrland.

## Motivattraktion
Albert Eskeröd noterade att en traditionsdominant attraherar föreställningar som i andra områden och i andra tider har knutits till andra väsen. Han satte inget namn på detta, men senare folklivsforskare (etnologer) har kallat detta motivattraktion.
Ett exempel på motivattraktion är att det viktigaste övernaturliga väsendet i Norrland, traditionsdominanten, var vittran; vittrorna drog till sig föreställningar som längre söderut fördelade sej på vättar, troll, skogsrået och andra väsen. I södra Sverige berättas ofta att ett troll bygger kyrka och blir lurad på sin lön, men i Ångermanland har detta berättats om en ”vittergubbe”. Ett annat exempel är att i Dalsland sades att en underjordisk jätte klagade på att en bonde hade byggt sitt stall ovanför jättens bostad, så att hästarnas urin rann ner på jättens bord. Liknande berättas i Norrland om vittror.

## Ekotyp
Ekotyp är ursprungligen ett botaniskt begrepp som lånades av Carl Wilhelm von Sydow till folklivsforskningen (etnologin), och upptogs av Albert Eskeröd i Årets äring. I etnologin betecknar ”ekotyp” att en spridd sägen eller en sed påverkas av de närings‐ och kulturgeografiska förhållanden som råder i ett traditionsområde,  och påverkas av klass, kön och ålder (det vill säga påverkas av intressedominanter och traditionsdominanter) i sådan grad, så att de väsentligen ändras till innehåll och till funktion. Bengt af Klintberg ger som exempel att en spridd skämtsam sägen, Duggregnssägnen om att inte reta ett mindre farligt väsen (tomten) omformats i Västergötland till en allvarlig varningssägen om att inte reta en farlig gast, som var traditionsdominant i Västergötland. När sägnen spritts vidare till västkusten har den kommit att varna för att skämta med skeppsrået, som har makt att framkalla oväder.